# پاسکال پتی
پاسکال پتی (فرانسوی: Pascale Petit‎؛ زادهٔ ۲۷ فوریهٔ ۱۹۳۸) بازیگر اهل فرانسه است. 
از فیلم‌هایی که وی در آنها نقش داشته‌است می‌توان به چهار مرتبه آن شب، خاله‌های دل‌انگیز، بوته آزمایش، جایی برای مردن پیدا کن، سوزان، خانم صاحبخانه لان، خانم صاحبخانه هم روابط عاشقانه دارد و زنان ضعیف هستند اشاره کرد.